# Чавес, Рохелио
Рохелио Альфредо Чавес Мартинес (исп. Rogelio Alfredo Chavez Martinez; родился 28 октября 1984 года в Тула-де-Альенде) — бывший мексиканский футболист, правый защитник, выступал за сборную Мексики.

## Биография
Чавес — воспитанник клуба «Крус Асуль». 20 октября 2004 года в матче против «Веракрус» он дебютировал в мексиканской Примере. Начиная с сезона 2005 года Рохелио стал футболистом основного состава. 23 августа 2009 года в поединке против «Америки» Чавес забил свой первый гол за «Аусль». Летом 2011 году он перешёл в «Пачуку» на правах аренды. 24 июля в матче против «Сантос Лагуна» Рохелио дебютировал за новый клуб. 30 октября в поединке против «Монтеррея» Чавес забил свой первый гол.
В начале 2012 года Рохелио перешёл в «Атлас» на правах аренды. 22 января в матче против «Керетаро» он дебютировал за новый клуб. После окончания аренды он вернулся в «Крус Асуль».
3 апреля 2014 году в товарищеском матче против сборной США Чавес дебютировал за сборную Мексики.